# Вяянянен, Сантери
Сантери Вяянянен (фин. Santeri Väänänen; род. 1 января 2002, Хельсинки) — финский футболист, полузащитник клуба «Русенборг» и сборной Финляндии.

## Клубная карьера
Вяянянен — воспитанник клуба ХИК. 7 октября 2018 года в матче против ВПС он дебютировал в Вейккауслиге. В 2022 году в поединке против «Хонки» Сантери забил свой первый гол за ХИК. В составе клуба он четырежды выиграл чемпионат и завоевал Кубок Финляндии. В начале 2023 года Вяянянен перешёл в норвежский «Русенборг». 30 апреля в матче против «Одда» он дебютировал в Типпелиге. 

## Международная карьера
9 января 2023 года в товарищеском матче против сборной Швеции Вяянянен дебютировал за сборную Финляндии. 

## Достижения
Клубные
 ХИК
- Победитель Вейккауслиги (4) —  2018, 2020, 2021, 2022
- Обладатель Кубка Финляндии (1) —  2020